# 郭㙟豐
郭㙟豐，香港民主派政黨民主黨籍政治人物，前香港北區區議會天平西選區區議員。

## 參選選舉

### 參與2019年香港區議會選舉
民主黨派出郭㙟豐出選北區區議會下轄的天平西選區。
| 政党   | 政党   | 候选人    | 票数  | %     | ±      |
| ------ | ------ | --------- | ----- | ----- | ------ |
|        | 工聯會 | ①. 黃宏滔 | 2,925 | 39.55 | -18.71 |
|        | 民主黨 | ②. 郭㙟豐 | 4,470 | 60.45 |        |
| 多数票 | 多数票 | 多数票    | 1,545 | 20.89 |        |

## 區議員生涯
【北區醫院內虐打涉案人　3警被捕；事主家人投訴近2個月無進展　警方：以為無CCTV】
一名天平邨居民於北區醫院被三名警察虐打，民主黨郭㙟豐協助天平邨居民取得的閉路電視畫面，清楚看到2名警員虐打事主的舉動。警方下午即以涉嫌「襲擊致造成實際身體傷害」拘捕兩名男警；晚上再以涉嫌「串謀襲擊致造成實際身體傷害」多拘捕一人。警察公共關係科總警司謝振中在每日記者會上表示，警方「一貫理解病房無CCTV」，昨早首次看到CCTV影片這「非常重要的證據」，所以下午即拘捕涉案警員。